# بطولة العالم لسباق الدراجات على الطريق 2010
بطولة العالم لسباق الدراجات على الطريق 2010 هي الدورة ال83 من بطولة العالم لسباق الدراجات على الطريق، أجريت في ملبورن وغيلونغ، أستراليا.

## النتائج النهائية
| المسابقة              | ذهبية                          | فضية                          | برونزية                                           |
| --------------------- | ------------------------------ | ----------------------------- | ------------------------------------------------- |
| الرجال                |                                |                               |                                                   |
| سباق الطريق ضد الساعة | تور هوسهوفد (النرويج)          | ماتي بريشيل (الدنمارك)        | ألان ديفيس (أستراليا)                             |
| سباق الطريق المداري   | فابيان كانسيليرا (سويسرا)      | ديفيد ميلار (المملكة المتحدة) | طوني مارتين (ألمانيا)                             |
| السيدات               |                                |                               |                                                   |
| سباق الطريق ضد الساعة | إيما بولي (المملكة المتحدة)    | جوديث أرندت (ألمانيا)         | ليندا فيلومسين (نيوزيلندا)                        |
| سباق الطريق المداري   | جورجيا برونزيني (إيطاليا)      | ماريان فوس (هولندا)           | إيما جوهانسون (السويد)                            |
| رجال أقل من 23 سنة    |                                |                               |                                                   |
| سباق الطريق المداري   | مايكل ماثيوز (دراج) (أستراليا) | جون ديجينكولب (ألمانيا)       | غيوم بوافين (كندا) تايلور فيني (الولايات المتحدة) |
| سباق الطريق ضد الساعة | تايلور فيني (الولايات المتحدة) | Luke Durbridge ‏ (أستراليا)    | مارسيل كيتل (ألمانيا)                             |
| شبان                  |                                |                               |                                                   |
| سباق الطريق المداري   | أوليفييه لو جاك (فرنسا)        | جاي مكارثي (أستراليا)         | جاسبر ستوفين (بلجيكا)                             |
| سباق الطريق ضد الساعة | بوب جونهيلس (لوكسمبورغ)        | جاشا سوتيرلين (ألمانيا)       | لوسون كرادوك (الولايات المتحدة)                   |
| شابات                 |                                |                               |                                                   |
| سباق الطريق المداري   | بولين فيرون-برفوت (فرنسا)      | روسيلا راتو (إيطاليا)         | كورين ريفيرا (الولايات المتحدة)                   |
| سباق الطريق ضد الساعة | Hanna Solovey ‏ (أوكرانيا)      | بولين فيرون-برفوت (فرنسا)     | ايمي كوري (أستراليا)                              |